# Zaruhi Postandżian
Zaruhi Postandżian (orm. Զարուհի Փոստանջյան; ur. 16 stycznia 1972 w Erywaniu) – ormiańska prawniczka, dziennikarka i polityczka.
Zajmuje się prawami człowieka, pracując m.in. w armeńskim Komitecie Helsińskim oraz biorąc udział w postępowaniach przed Europejskim Trybunałem Praw Człowieka. W latach 2000–2007 prowadziła własny program telewizyjny poświęcony prawu.
W latach 2007–2017 była deputowaną do Zgromadzenia Narodowego Armenii czwartej i piątej kadencji, a w latach 2009–2014 członkinią Zgromadzenia Parlamentarnego Rady Europy. W latach 2012–2014 była członkinią władz partii Dziedzictwo, w tym jej prezeską. W 2016 roku kandydowała na Rzeczniczkę Praw Obywatelskich Armenii.
W 2017 roku założyła (od tego czasu jest prezeską) partię Morelowy Kraj. W 2017 i 2018 roku (dwukrotnie) kandydowała na burmistrzynię Erywania. W latach 2017–2018 była i od 2023 roku jest członkinią Rady Miasta Erywań.

## Życiorys
Postandżian urodziła się 16 stycznia 1972 roku w Erywaniu, stolicy Armenii (ówcześnie Armeńska Socjalistyczna Republika Radziecka). Jej rodzina od strony ojca pochodzi z Arabkir, jednej z dzielnic Erywania, a rodzina jej matki z okolic tureckiego miasta Wan. Z obu stron jej rodzina została dotknięta tragedią ludobójstwa Ormian.

### Edukacja
W latach 1979–1989 uczęszczała do szkoły podstawowej nr 132 w Erywaniu. W 1994 roku ukończyła studia prawnicze w Erywańskim Instytucie Prawniczym „MJUD” (Jerewani „MJUD” irawabanakan institut). W 1999 roku zdobyła prawo do wykonywania zawodu prawniczki przyznane przez Armeńską Izbę Adwokacką, a 18 marca 1998 roku dołączyła do izby. W latach 2007–2008 studiowała na Yerevan School of Political Studies.
Dodatkowe wykształcenie zdobywała m.in. w Stanach Zjednoczonych, Szwecji i Polsce (w tym kilka kursów realizowanych przez Helsińską Fundację Praw Człowieka). W 2001 roku ukończyła kurs pt. „Rola prawników w amerykańskim systemie sądowniczym w ramach sporów konkurencyjnych” prowadzony przez American Bar Association, w 2003 roku kurs pt. „Prawa Człowieka i Prawo Humanitarne – Poziom zaawansowany” na Uniwersytecie w Lund, a w 2014 roku szkolenie we Fletcher School na Tufts University.

### Kariera zawodowa
W latach 1993–1996 pracowała jako starsza inspektorka w biurze prokuratora ds. ochrony środowiska. W latach 1998–1999 była prawniczką w armeńskim Komitecie Helsińskim – członku Międzynarodowej Helsińskiej Federacji na rzecz Praw Człowieka, w 1999–2000 prawniczką w organizacji pozarządowej zajmującej się prawami kobiet, w 2000–2002 kierowniczką programów dla międzynarodowej organizacji pozarządowej Armeńskiej Izby Adwokackiej, w 2004–2005 dyrektorką w firmie Endaxi, a w 2006–2007 prawniczką w letniej szkole wrestlingu. Przez cały czas kontynuowała działania pro bono jako prawniczka w sprawach dotyczących praw człowieka.
W latach 2000–2007 pełniła funkcję prezeski „Pastabanner mardu irawunkneri hamar” (Փաստաբաններ մարդու իրավունքների համար), organizacji pozarządowej zrzeszającej prawników działających na rzecz praw człowieka. W latach 2000–2005 była autorką i prezenterką prawniczego programu telewizyjnego emitowanego na drugim kanale armeńskiej telewizji (wcześniej o nazwie „Prometeusz”), a w 2005–2007 pełniła te same role w ramach programu w Jerkir Media.
Po nieobronieniu mandatu radnej Erywania podczas wyborów samorządowych w 2018 roku otworzyła własną kancelarię prawną.

#### Sprawa z Mataghis
Pracując jako prawniczka, w grudniu 2006 roku doprowadziła do kasacji wyroku i uwolnienia trzech armeńskich żołnierzy niesłusznie oskarżonych o morderstwo dwóch innych żołnierzy.
Oryginalny wyrok sądu rejonowego w Sjunik skazał Musę Seropiana, Arajika Zaliana i Razmika Sarkisjana na 15 lat pozbawienia wolności za domniemane morderstwo w 2003 roku dwóch żołnierzy (Howsepa Mykyrtumiana i Romana Jeghiazariana) z jednostki wojskowej w mieście Mataghis, w której służyli. W 2006 roku sąd apelacyjny zwiększył ich karę na dożywocie. Po kasacji uzyskanej przez Postandżian latem 2007 roku rozpoczęto nowy proces, który zakończył się 18 grudnia 2012 roku uznaniem trójki żołnierzy za niewinnych.
17 maja 2017 roku Europejski Trybunał Praw Człowieka przyznał trzem oskarżonym zadośćuczynienie w wysokości 50 000 euro.

### Działalność polityczna na szczeblu krajowym

#### Wybory w 2007 roku
Po wyborach parlamentarne w 2007 roku została deputowaną czwartej kadencji Zgromadzenia Narodowego z ramienia partii Dziedzictwo, zdobywając jeden z siedmiu mandatów proporcjonalnych wygranych przez partię. Nie startowała z jednomandatowego okręgu wyborczego. W Zgromadzeniu zasiadała w Komisji Stanu i Spraw Prawnych oraz Komisji Rolnictwa i Środowiska. Była jedną z 12 kobiet spośród 131 parlamentarzystów. Od 27 kwietnia 2009 roku do 25 stycznia 2010 roku była członkinią Zgromadzenia Parlamentarnego Rady Europy, gdzie dołączyła do grupy parlamentarzystów zrzeszonych przy Europejskiej Partii Ludowej.

#### Wybory w 2012 roku
W wyborach parlamentarnych w 2012 roku uzyskała reelekcję, zostając deputowaną piątej kadencji Zgromadzenia Narodowego, ponownie z ramienia partii Dziedzictwo, zdobywając jeden z pięciu mandatów proporcjonalnych tej partii. Kandydowała również z jednomandatowego okręgu wyborczego numer cztery obejmującego dzielnice Erywania: Erebuni, Kentron, Nork-Marasz oraz Nubaraszenm, nie uzyskała tam jednak mandatu. Zasiadała w Komisji Stanu i Spraw Prawnych, Komisji Rolnictwa i Środowiska, Komisji Ochrony Praw Człowieka i Spraw Publicznych. Dodatkowo, dwukrotnie była członkinią Komisji Etyki i raz Komisji Obrachunkowej. Była jedną z 14 kobiet spośród 131 parlamentarzystów. Od 25 stycznia 2010 roku do 26 stycznia 2014 roku ponownie była członkinią Zgromadzenia Parlamentarnego Rady Europy. Została z niego odwołana przed czasem, kilka tygodni po swoim wystąpieniu przeciwko Prezydentowi Armenii Serżowi Sarkisjanowi.
W latach 2012–2017 była członkinią bilateralnych grup parlamentarnych: Armenia-Francja, Armenia-Filipiny, Armenia-Słowacja, Armenia-Malta, Armenia-Grecja, Armenia-Korea, Armenia-Indie, Armenia-Chorwacja, Armenia-Luksemburg, Armenia-Polska, Armenia-Iran, Armenia-Włochy, Armenia-Hiszpania, Armenia-Tajlandia, Armenia-Egipt i Armenia-Belgia.
W 2016 roku była jedną z kandydatek na Rzeczniczkę Praw Obywatelskich Armenii, sprzeciwiając się nominacji należącego do rządzącej ówcześnie Republikańskiej Partii Armenii byłego wiceministra sprawiedliwości Armana Tatojana.

#### Kontrowersje i członkostwo w Zgromadzeniu Parlamentarnym Rady Europy
2 października 2013 roku podczas posiedzenia Zgromadzenia Parlamentarnego Rady Europy w Strasburgu Postandżian, jako przedstawicielka opozycji, wystąpiła z pytaniem do Prezydenta Armenii Serża Sarkisjana o jego rzekomą przegraną w kasynie w wysokości ponad 70 milionów euro. Zadała również pytania mające na celu ustalić, skąd Sarkisjan miał dostęp do takich pieniędzy. Prezydent zaprzeczył jej słowom, stwierdzając, że nigdy nie był w kasynie. Dzień później przewodniczący Zgromadzenia Nardowego Howik Abrahamian ogłosił, że będzie domagał się zmian w armeńskiej reprezentacji w Zgromadzeniu Parlamentarnym w związku z zachowaniem Postandżian. Wiceminister sportu Chaczik Asrian podczas wywiadu w Jerkir Media nawoływał do spalenia Postandżian na stosie. W związku z otrzymywaniem gróźb przemocy fizycznej, armeńska policja przyznała Postandżian ochronę. Według pro-opozycyjnych mediów, po powrocie ze Strasburga jej zwolennicy witali ją na lotnisku w Erywaniu wiwatami i kwiatami.
Kilka tygodni później straciła swoje miejsce w Zgromadzeniu Parlamentarnym na rzecz członka koalicyjnej partii „Kraj Praworządności”. Władze państwa zaprzeczyły, że zmiana w reprezentacji miała związek z oskarżeniami wobec prezydenta. Partia Dziedzictwo potępiła to działanie, nazywając je politycznym prześladowaniem swojej członkini.

#### Członkostwo w partiach politycznych
W maju 2012 roku została sekretarzem partii Dziedzictwo. Stanowisko to pełniła do października 2013 roku, gdy została prezeską partii. 3 lutego 2014 roku ustąpiła z tej funkcji. W 2017 roku, po opuszczeniu Dziedzictwa, ogłosiła powstanie nowej partii politycznej, Morelowy Kraj, przed wyborami samorządowymi w tym samym roku. Powodem odejścia było fundamentalne, ideologiczne i programowe zerwanie partii z głoszoną i obraną przez nią drogą polityczną.

### Dalsza działalność polityczna

#### Wybory samorządowe w 2017 roku
20 lutego 2017 roku wystąpiła z partii Dziedzictwo, uzasadniając swoją decyzję głębokimi różnicami na tle ideologicznym, programowym oraz odejściem partii od wcześniej przyjętej linii politycznej. 15 marca tego samego roku ogłosiła powstanie partii Morelowy Kraj, której została przewodniczącą oraz członkinią Rady Kobiet. Mottem partii jest „W stronę Araratu”.
W 2017 roku Morelowy Kraj wziął udział w wyborach samorządowych, a Postandżian otwierała listę wyborczą do Rady Miasta Erywań, była również kandydatką na burmistrzynię miasta. Partia wygrała 5 mandatów w 65-osobowej radzie miasta. W trakcie wyborów razem ze swoją córką była usunięta siłą przez policję z biura Tarona Margariana, urzędującego burmistrza miasta. W budynku pojawiły się z oskarżeniami wobec rządzącej wtedy Republikańskiej Partii Armenii o korupcję wyborczą. Obie trafiły do szpitala (jej córka z drobnymi obrażeniami i wstrząśnieniem mózgu), gdzie przeszły obdukcję. Sytuacja spotkała się z reakcją Rzecznika Praw Obywatelskich. Przewodniczący Centralnej Komisji Wyborczej Tigran Mukuczjan uznał wtargnięcie przez Postandżian do budynku Republikańskiej Partii Armenii za niedopuszczalne.
Po ogłoszeniu wyników wyborów samorządowych w 2017 roku jej partia złożyła wniosek do Centralnej Komisji Wyborczej o ich nieuznanie, jako powód podając m.in. domniemaną korupcję wyborczą oraz potraktowanie Postandżian przez policję.
Pod koniec kadencji w Radzie Miasta pozostało trzech członków jej partii. 16 lipca 2018 roku, po rezygnacji Tarona Margariana, była jedyną kandydatką na stanowisko burmistrzyni Erywania, jednak jej start w wyborach zakończył się porażką z powodu braku kworum podczas posiedzenia. Z powodu niewybrania przez Radę burmistrza, Centralna Komisja Wyborcza ogłosiła przedterminowe wybory.

#### Wybory samorządowe i parlamentarne w 2018 roku
Morelowy Kraj wystartował w przedterminowych wyborach samorządowych w 2018 roku, wystawiając 47 kandydatów. Partia nie uzyskała żadnego miejsca w radzie miasta. W trakcie tych wyborów Postandżian ponownie była kandydatką na burmistrzynię miasta.
Jej partia zbojkotowała wybory parlamentarne w Armenii w 2018 roku, oskarżając rządzących o nierówne warunki wyborcze.

#### Wybory samorządowe w 2023 roku
W wyniku wyborów samorządowych w 2023 roku ponownie została członkinią Rady Miasta Erywań, kandydując z drugiego miejsca na liście koalicji Majr Hajastan, której część stanowił Morelowy Kraj. Koalicja uzyskała 12 mandatów.

#### Pozostała działalność
W trakcie aksamitnej rewolucji brała udział w protestach przeciwko mianowaniu Serża Sarkisjana, dotychczasowego prezydenta Armenii, na premiera. Przewodniczyła protestom w Wanadzorze, Giumri oraz Kapanie podczas ogólnokrajowych protestów w Armenii w 2018 roku, niezależnie od protestów koalicji Mój Krok złożonej z partii Kontrakt Obywatelski pod przewodnictwem Nikola Pasziniana i partii Misja pod przewodnictwem Manuka Szukiasjana w Erywaniu. 19 kwietnia 2018 podczas akcji przed szkołą jej córki została zaatakowana, a z jej rąk wyrwano megafon.
W maju 2021 roku Postandżian była hospitalizowana w związku z powikłaniami jej nielegalnego zatrzymania przez policję w trakcie protestu pod budynkiem parlamentu Armenii. W 2022 roku została aresztowana podczas przygotowań do akcji przeciwko Nikolowi Paszinianowi za niewypełnianie poleceń policji w pobliżu budynku służb antykorupcyjnych w Erywaniu.
W lutym 2024 roku radni rządzącej partii Kontrakt Obywatelski podjęli próbę usunięcia Postandżian z Rady Miasta, jako powód podając nagromadzone przez nią nieobecności podczas głosowań i posiedzeń. Wnioskującym zabrakło jednego głosu, a Postandżian zachowała swoje stanowisko. Wcześniej swoje miejsce w radzie stracił m.in. były burmistrz Erywania i aktor Hajk Marutian.
W styczniu 2025 roku została ukarana przez sąd karą grzywny w wysokości 525 000 dramów za publiczne znieważenie Premiera Armenii Nikola Pasziniana, w wyniku pozwu złożonego przez Pasziniana w 2021 roku, który domagał się 2 000 000 dramów za wypowiedzi podczas wywiady udzielonego przez Postandżian 8 lutego 2021 roku. W marcu 2025 roku dom jej ojca został zaatakowany przez protestujących.

### Życie prywatne
Pozostaje w związku małżeńskim z lekarzem dentystą, ma cztery córki. Mówi płynnie w języku ormiańskim, rosyjskim i angielskim.
W lutym 2011 roku jej brat, Tigran Postandżian, został oskarżony o przyjęcie łapówki w wysokości 192 000 dram we wrześniu 2010 roku w zamian za zignorowanie nielegalnej budowy prowadzonej w jego okręgu. Kilka dni później został wezwany na przesłuchanie przez armeńskie służby wywiadowcze podczas którego został aresztowany. 11 maja 2011 roku rozpoczął strajk głodowy w więzieniu w mieście Nubaraszen, gdzie był przetrzymywany. 3 czerwca został wypuszczony z więzienia na mocy amnestii uchwalonej przez armeński parlament 26 maja 2011 roku. Postandżian oświadczył, że przyjął amnestię bez akceptacji swojej winy, ale z powodu złych warunków panujących w więzieniu.

## Poglądy polityczne
Opowiadała się za uznaniem Górskiego Karabachu. W grudniu 2013 roku wzywała do ogólnokrajowego strajku w związku z reformą systemu emerytalnego. 4 grudnia 2014 roku była jedną z siedmiu deputowanych do Zgromadzenia Narodowego, którzy zagłosowali przeciwko dołączeniu Armenii do Euroazjatyckiej Unii Gospodarczej. Podczas jej wypowiedzi 15 grudnia 2015 roku, jej mikrofon został wyłączony przez wiceprzewodniczącą Zgromadzenia Narodowego Herminę Naghdaljan. W 2016 roku jako jedna z niewielu parlamentarzystów zagłosowała przeciwko wybraniu Artura Dawtjana na Prokuratora Generalnego Armenii.
W 2017 roku oskarżyła ówczesnego prezydenta Armenii Serża Sarkisjana o zdradę i ogłosiła złożenie zawiadomienia do prokuratury na działalność jego oraz jego partii. Po ogłoszeniu wyników wyborów samorządowych w 2017 roku jej partia złożyła wniosek do Centralnej Komisji Wyborczej o ich nieuznanie, jako powód podając m.in. domniemaną korupcję wyborczą oraz potraktowanie Postandżian przez policję.
W styczniu 2018 roku, próbując dołączyć do protestów w gruzińskim mieście Achalkalaki, została zatrzymana na granicy armeńsko-gruzińskiej. Gruzińska straż graniczna odmówiła jej wstępu na teren Gruzji.
Podczas wyborów samorządowych w 2018 roku oskarżyła dotychczasowe władze Erywania o defraudację ponad 70% budżetu miasta (wynoszącego ok. 170 milionów dolarów).
Przewodniczyła protestom w Wanadzorze, Giumri oraz Kapanie podczas ogólnokrajowych protestów w Armenii w 2018 roku, niezależnie od protestów koalicji Mój Krok złożonej z partii Kontrakt Obywatelski pod przewodnictwem Nikoli Pasziniana i partii Misja pod przewodnictwem Manuka Szukiasjana w Erywaniu. Jej konflikt z Paszinianem dotyczył zaangażowania w protesty pozostałych miast, poza stolicą kraju. Jej partia zbojkotowała wybory parlamentarne w Armenii w 2018 roku, oskarżając rządzących o nierówne warunki wyborcze. W wyborach zdecydowanie wygrała partia Kontrakt Obywatelski dowodzona przez Nikola Pasziniana.

## Wyniki wyborcze
| Wybory | Komitet wyborczy | Organ                             | Okręg  | Wynik   |
| ------ | ---------------- | --------------------------------- | ------ | ------- |
| 2007   | Dziedzictwo      | Zgromadzenie Narodowe IV kadencji |        | [ a ]   |
| 2012   | Dziedzictwo      | Zgromadzenie Narodowe V kadencji  | nr 4   | 6 827 / |
| 2017   | Morelowy Kraj    | Rada Miasta Erywań                |        | 26 107  |
| 2018   | Morelowy Kraj    | Rada Miasta Erywań                | 5 059  |         |
| 2023   | Majr Hajastan    | Rada Miasta Erywań                | 35 807 |         |

## Nagrody i odznaczenia
W 2007 roku została wyróżniona przez Armeńską Izbę Adwokacką za sumienną pracę, wyjątkowe umiejętności zawodowe i wielki wkład w tworzenie instytucji prawnej.
W 2012 roku kanał telewizyjny Armenia TV ogłosił ją opozycyjną deputowaną roku.